# سان مارتینو ال تاگلیامنتو
سان مارتینو ال تاگلیامنتو (به ایتالیایی: San Martino al Tagliamento) یک کومونه در ایتالیا است که در استان پوردنونه واقع شده‌است. سان مارتینو ال تاگلیامنتو ۱۷٫۸ کیلومتر مربع مساحت و ۱٬۵۵۶ نفر جمعیت دارد و ۷۱ متر بالاتر از سطح دریا واقع شده‌است.